# Darevskia schaekeli
Espèce
Darevskia schaekeli est une espèce de sauriens de la famille des Lacertidae.

## Répartition
Cette espèce est endémique d'Iran. Elle se rencontre dans les provinces de Téhéran, du Mazandéran et du Golestan entre 1 720 et 2 198 m d'altitude dans l'est de l'Elbourz.

## Description

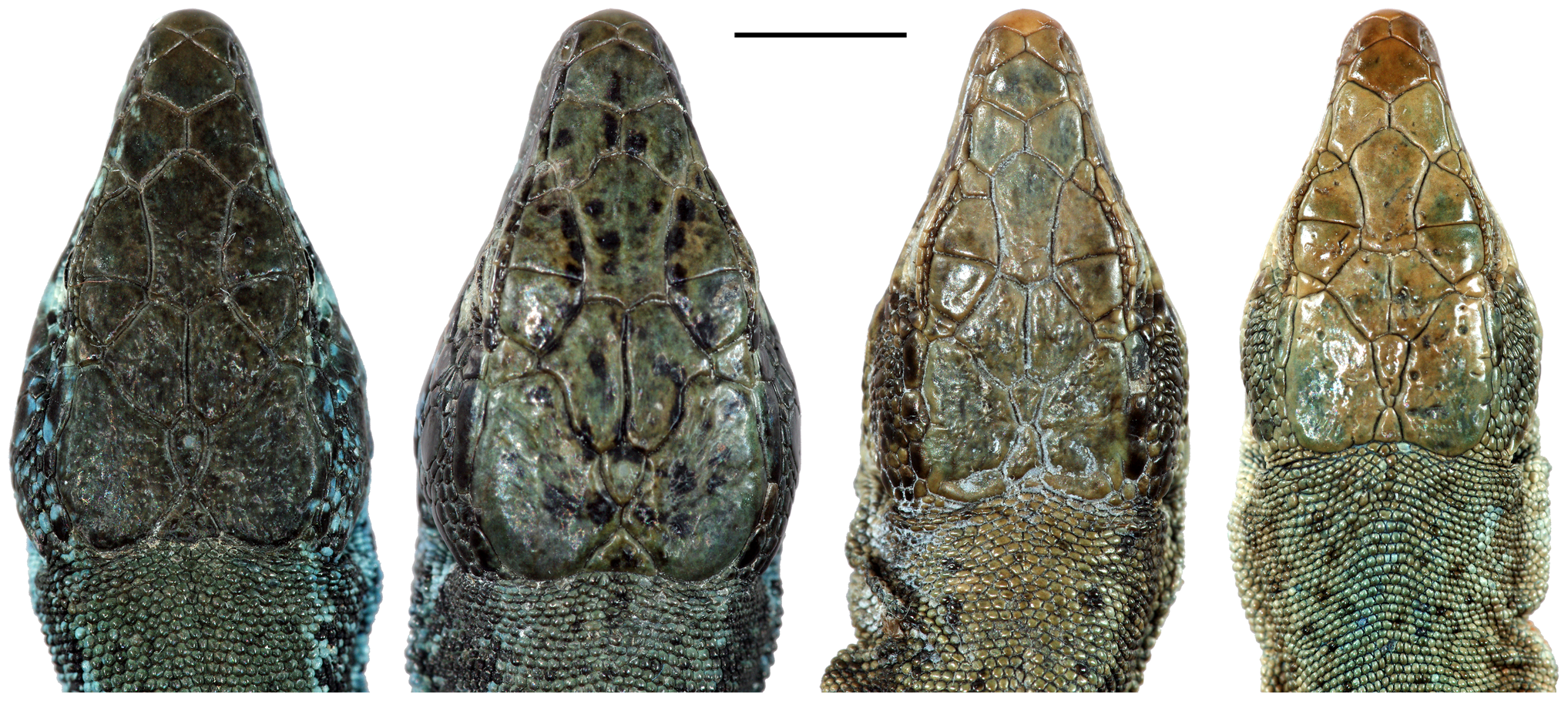
vue dorsale (à partir de la gauche : Darevskia caspica - Darevskia kamii - Darevskia kopetdaghica - Darevskia schaekeli)

Le mâle holotype mesure 54,8 mm de longueur standard (sans la queue).

## Étymologie
Cette espèce est nommée en l'honneur d'Uwe Schäkel.

## Publication originale
- Ahmadzadeh, Flecks, Carretero, Mozaffari, Böhme, Harris, Freitas & Rödder, 2013 : Cryptic Speciation Patterns in Iranian Rock Lizards Uncovered by Integrative Taxonomy. PLOS ONE, vol. 8, no 12, p. e80563 (texte intégral).